# Citheronia anassa
Citheronia anassa är en fjärilsart som beskrevs av Jacob Hübner 1820. Citheronia anassa ingår i släktet Citheronia och familjen påfågelsspinnare. Inga underarter finns listade i Catalogue of Life.